# Pyramids FC
Pyramids Football Club je egyptský fotbalový klub z Káhiry. Hraje Egyptskou Premier League, nejvyšší soutěž v zemi. Vznikl v roce 2008 jako Al Assiouty Sport, v roce 2018 ho koupil Turki Al-Sheikh a klub se přesunul do Káhiry. V červenci 2019 klub koupil Salem Al Shamsi.

## Úspěchy
- Egyptský pohár: 2023/24
- Liga mistrů CAF: 2024/25